# Gerd Ālū
Gerd Ālū (persiska: گرد آلو) är en ort i Iran.   Den ligger i provinsen Östazarbaijan, i den nordvästra delen av landet, 400 km väster om huvudstaden Teheran. Gerd Ālū ligger 1 863 meter över havet och antalet invånare är 215.
Terrängen runt Gerd Ālū är kuperad söderut, men norrut är den platt. Runt Gerd Ālū är det ganska glesbefolkat, med 22 invånare per kvadratkilometer. Närmaste större samhälle är Khvājeh Shāhī, 18,9 km norr om Gerd Ālū. Trakten runt Gerd Ālū består i huvudsak av gräsmarker.